# Agricultura prehistórica en las Grandes Llanuras

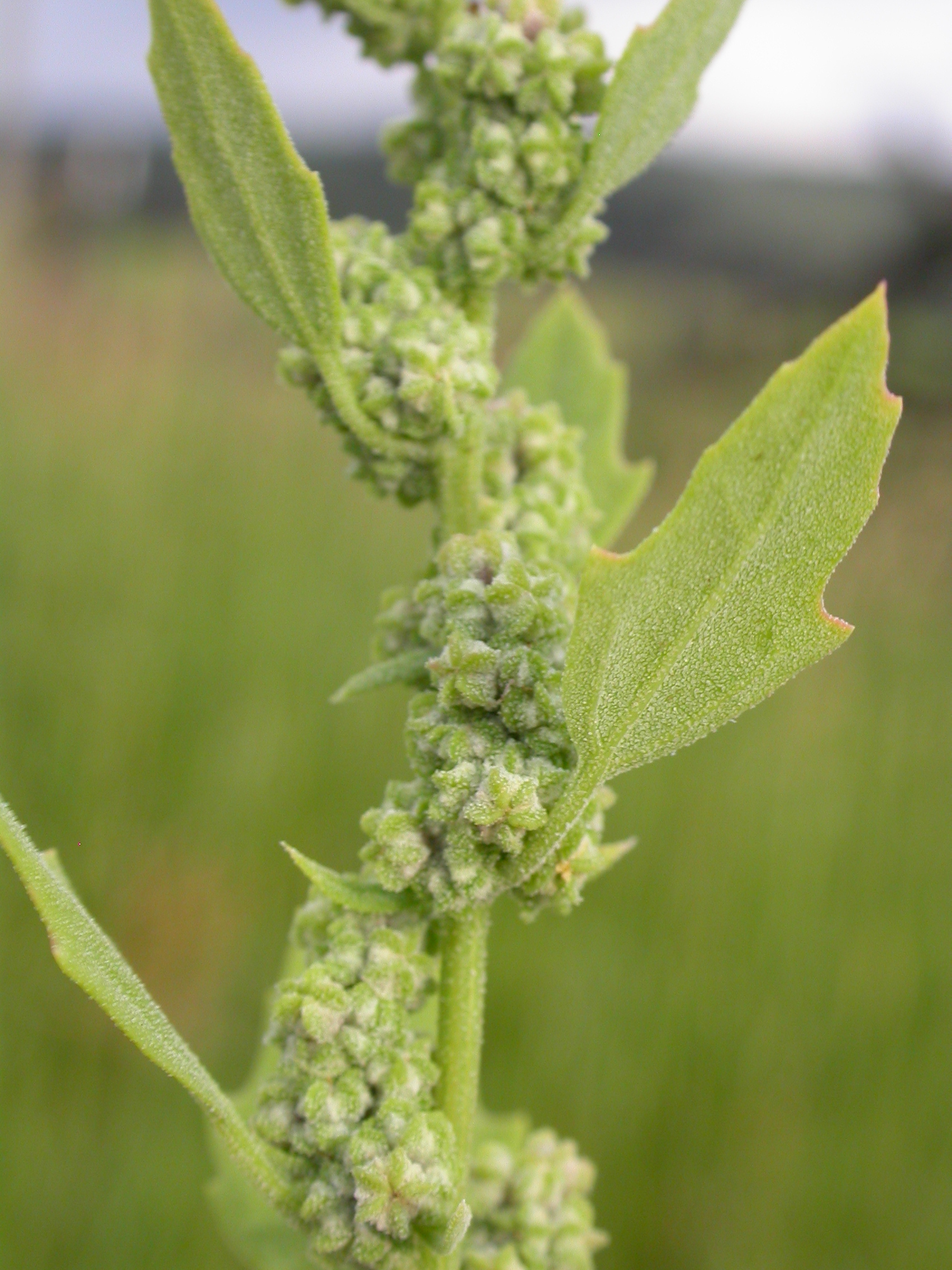
Chenopodium berlandieri o pie de gallina, Bozeman (Montana)

La agricultura en las Grandes Llanuras prehistóricas describe la agricultura de los pueblos indígenas de las Grandes Llanuras de los Estados Unidos y el sur de Canadá en la  era precolombina y antes del extenso contacto con los exploradores europeos, que en la mayoría de las zonas se produjo en 1750. Los principales cultivos de los agricultores indios eran el maíz, los frijoles y la calabaza, incluyendo las calabazas. También se cultivaban girasoles, pata de ganso, tabaco, calabazas y ciruelas.
La evidencia de la agricultura se encuentra en todos los complejos de las Llanuras Centrales. Los sitios arqueológicos en Nebraska revelan cultivos como la  cebada pequeña,  girasoles,  pata de ganso,  saúco de pantano y  maíz. Las tribus cambiaron periódicamente de la agricultura a la caza a lo largo de su historia durante el período de la Aldea de las Llanuras, 950-1850 d. C.

## Medio Ambiente

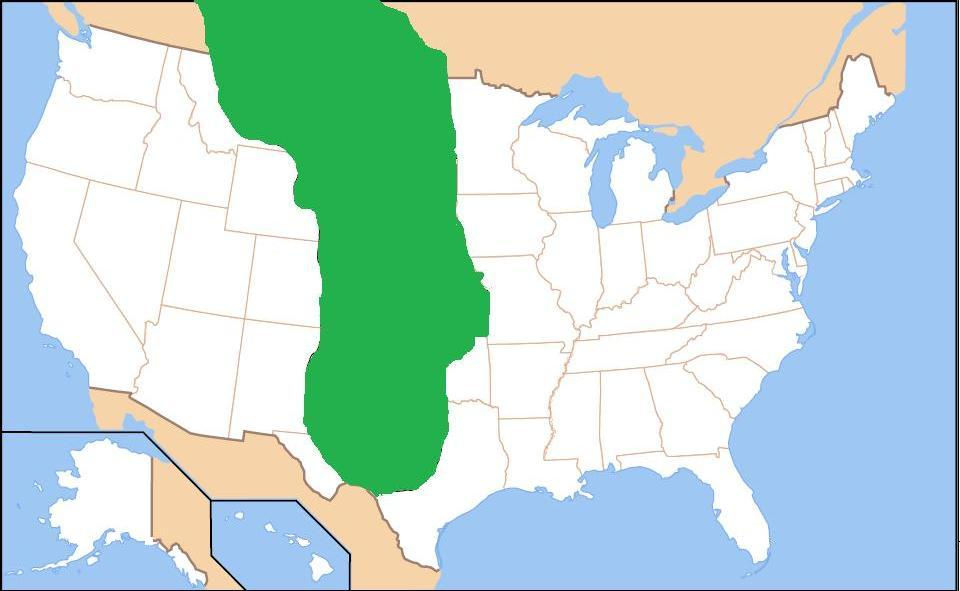
Mapa que muestra la ubicación de las Grandes Llanuras

La principal limitación de la agricultura en las Grandes Llanuras es que la precipitación es a menudo deficiente para el cultivo de maíz, el principal cultivo de los agricultores indios. Además, en las Grandes Llanuras del norte la temporada de cultivo es corta. La agricultura en las planicies parece haber tenido un flujo y reflujo, avanzando hacia el oeste en las áreas más secas en períodos húmedos favorables y retrocediendo en períodos más secos. La periódica abundancia o escasez de bisontes fue también un factor en los asentamientos humanos en las llanuras. El animal era un importante recurso alimenticio para la gente de las llanuras, además de proporcionar pieles para la ropa y los refugios.
Los antropólogos suelen considerar las Grandes Llanuras como un remanso cultural, derivado de las sociedades de los bosques del este o del suroeste americano. Contrariamente a esa opinión, las Llanuras en el período prehistórico y protohistórico tardío, aproximadamente de 1400 a 1750 d. C., atrajeron a migrantes tanto del este como del oeste.

## Prehistoria

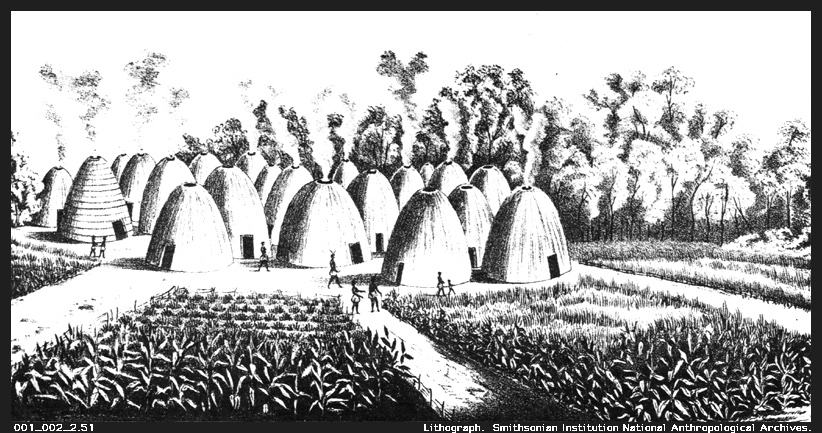
Una aldea de Wichita rodeada de campos de maíz y otros cultivos

La recolección de plantas silvestres, como el nabo de la pradera (Psoralea esculenta) y la chokecherry (Prunus virginiana) para la alimentación fue sin duda una práctica de las sociedades indias en las Grandes Llanuras desde su primera habitación hace 13 000 años o más. Con el tiempo, la gente de las Llanuras aprendió a cultivar o facilitar el crecimiento de plantas nativas útiles como alimento. Muchas plantas nativas cultivadas por los indios en el Complejo Agrícola Oriental también fueron cultivadas en las Grandes Llanuras.
La calabaza y los frijoles se cultivaban en lo que hoy es Estados Unidos, independiente de Mesoamérica. El maíz es un cultivo tropical que se cultivó por primera vez en México y que encontró su camino hacia el norte de los Estados Unidos durante miles de años. La agricultura del maíz comenzó en las Grandes Llanuras en el año 900 d. C., iniciando el período de los pobladores de las Llanuras del Sur del oeste de Oklahoma y Texas. Probablemente surgió como una extensión hacia el oeste y el norte de las culturas caddoanas del este de Texas. La cultura de los pueblos de las planicies consistía en aldeas y pueblos semipermanentes a lo largo de los principales ríos como el río Rojo del Norte, el río Washita y el río Canadiano. La subsistencia era una combinación de agricultura y caza. Una tendencia climática de sequía que comenzó en el año 1000 o 1100 d. C. puede haber inclinado la escala de subsistencia más hacia la caza y menos hacia la dependencia de la agricultura. La fase de Antelope Creek de los aldeanos de las Plains, que data de 1200 a 1450 d.C. en la franja de Texas, fue influenciada por los pueblos Pueblo del suroeste del valle del Río Grande en Nuevo México. La cultura apishapa contemporánea del sudeste de Colorado dependía principalmente de la caza. Los descendientes históricos de los pobladores de las Llanuras del Sur son posiblemente los indios Wichita y Pawnee.
Las fechas más tempranas conocidas para la agricultura del maíz en las Grandes Llanuras del norte son del año 1000 al 1200 d. C. El valle del río Misuri en la actual Dakota del Norte fue probablemente el límite norteño del cultivo de maíz prehistórico en las Grandes Llanuras. Antes del cultivo, los agricultores indios tenían que criar variedades de maíz que maduraran en temporadas de crecimiento cortas. Se carece de evidencia prehistórica del cultivo de maíz al norte de la frontera de los Estados Unidos y Canadá en las Grandes Llanuras, pero para la década de 1790 el maíz estaba siendo cultivado por los agricultores indios hasta la desembocadura del Río Rojo al norte de Winnipeg, Manitoba.
Los principales pueblos indios conocidos que cultivaban extensamente en las Grandes Llanuras cuando fueron descubiertos por los exploradores europeos fueron, de sur a norte, los caddoanos en el drenaje del Río Rojo, los wichitas a lo largo del río Arkansas, los pawnees en los drenajes del río Kansas y del río Platte, y los arikaras, mandanes e hidatsa a lo largo del río Misuri en las Dakotas. Otros pueblos emigraron o fueron empujados a las Grandes Llanuras en los últimos tiempos prehistóricos o protohistóricos. Algunos de ellos, como los sioux y los  cheyenne, abandonaron la agricultura para convertirse en nómadas; otros, como los Dhegiha (los osages, kaws, omahas y ponca) y los chiweres (otoes, iowass y misuris) continuaron cultivando y cazando búfalos para la mayor parte de su sustento.
Los arqueólogos han encontrado evidencia de la agricultura practicada por el pueblo apache —la cultura del río Dismal— que vivía en las Grandes Llanuras en el oeste de Kansas y Nebraska en el siglo XVII. Los apaches seminómadas fueron empujados hacia el sur y fuera de las Grandes Llanuras por los comanches, totalmente nómadas, en el siglo XVIII.

## Cultivo y rendimientos
Al carecer de herramientas de hierro y animales de tiro, el prehistórico agricultor indio de las Grandes Llanuras despejaba y cultivaba principalmente las tierras boscosas a lo largo de los ríos, especialmente los suelos más ligeros de las terrazas fluviales elevadas que se inundaban periódicamente, renovando su fertilidad. Evitaban cultivar los pesados suelos de la pradera abierta con sus profundas esteras de raíces fibrosas.
La alta productividad del maíz en comparación con los granos europeos, como el trigo, permitió a los agricultores indios producir grandes cosechas con un gasto relativamente bajo de esfuerzo, herramientas simples y una pequeña cantidad de tierra cultivada, aunque la agricultura en las Grandes Llanuras, propensas a la sequía, siempre fue un esfuerzo arriesgado. Mientras que el trigo y otros granos en la Europa medieval tenían un rendimiento promedio de dos a diez semillas cosechadas por cada una plantada, el maíz producía hasta "cien granos por uno".
El tamaño promedio de las parcelas familiares de los agricultores indios puede haber sido de aproximadamente 0,24 hectáreas (0,6 acres) con rendimientos de 10-20 fanegas (627 - 1254 kg) de maíz descascarado por acre. Esto habría sido suficiente, después de contabilizar las pérdidas poscosecha por plagas y podredumbre y la retención del maíz de siembra, para proporcionar alrededor del 20 por ciento de las necesidades calóricas de una familia india de cinco personas. Algunas familias pueden haber cultivado hasta 1,4 hectáreas (3,4 acres), lo que habría producido suficiente maíz para el consumo familiar, además de un excedente comercial. Se han notificado rendimientos más altos de hasta 40 fanegas, 2508 kg, por acre en tierras recién despejadas. La fertilidad de la tierra disminuyó en los años de cosecha subsiguientes.
Entre los hidatsa, típicos agricultores de las Grandes Llanuras, los campos fueron despejados por medio de quemas que también fertilizaron el suelo. Los tres implementos utilizados por los agricultores indios eran el palo de cavar, la azada y el rastrillo. El palo de cavar era un palo afilado y endurecido al fuego, de tres o más pies de largo, que se usaba para aflojar la tierra, arrancar las malas hierbas y hacer hoyos para plantar. El azadón se hacía con un hueso de la paleta de un búfalo o un alce, o una escápula, amarrada a un mango de madera. El rastrillo estaba hecho de madera o de un cuerno. Algunas mujeres indias preferían el azadón de hueso incluso después de que el azadón de hierro fuera introducido por los comerciantes y colonos europeos.
Los girasoles fueron la primera cosecha plantada en primavera. Los girasoles se plantaron en grupos alrededor de los bordes de los campos. El maíz fue el siguiente en plantarse. Las técnicas de plantación de los indios se llaman agricultura de las Tres Hermanas. Alrededor de cinco semillas fueron sembradas en un montículo bajo de tierra. Los montículos estaban espaciados unos cinco pies de distancia. Cuando las plantas de maíz tenían unos pocos centímetros de altura, se plantaron frijoles trepadores y semillas de calabaza entre los montículos. Las grandes hojas de calabaza daban sombra al suelo, preservando la humedad y desplazando las malas hierbas. Los frijoles fijaban el nitrógeno en el suelo y trepaban por los tallos de maíz como apoyo. Los wichitas, y posiblemente otros pueblos del sur, sembraban o cuidaban matorrales de ciruelos Chickasaw de bajo crecimiento que separaban y bordeaban sus campos de maíz. El tabaco fue plantado en campos separados y atendido por ancianos. Las mujeres se encargaban de la mayor parte de las demás labores agrícolas, aunque los hombres ayudaban a despejar la tierra.
Los agricultores indios evitaban fertilizar sus campos con estiércol. A medida que la fertilidad del suelo disminuía con cada año de cosecha, los campos improductivos eran dejados en barbecho durante dos años y luego eran replantados.

## Año agrícola
Los pawnees de Nebraska estaban entre los mejores agricultores indios de las llanuras y tenían elaborados rituales relacionados con la plantación y la cosecha de maíz. En primavera, plantaron 10 variedades de maíz, siete variedades de calabazas y calabacines y ocho variedades de frijoles. El maíz incluía harina, maíz pedernal y maíz dulce, además de una antigua variedad criada sólo para su inclusión en los "bultos sagrados" comunes entre los indios de las llanuras. Los indios eran conscientes de que las diferentes variedades de maíz podían hibridarse si se cultivaban en estrecha proximidad y plantaban diferentes variedades en campos separados por una distancia considerable.
Uno de los rituales de los pawnees durante la temporada de siembra de primavera para asegurar la fertilidad del suelo era la ceremonia de la Estrella Matutina y el sacrificio ritual de una joven capturada de una tribu enemiga. El sacrificio de la Estrella Matutina no se realizaba todos los años. El último sacrificio humano de los pawnees fue en 1838.
Como muchos otros agricultores de las llanuras, los pawneeses dejaron sus aldeas a finales de junio, cuando su cosecha de maíz estaba a la altura de la rodilla, para vivir en tipis y vagar por las llanuras en una cacería de búfalos en verano. Regresaron alrededor del primero de septiembre para cosechar sus cultivos. El maíz, los frijoles y las calabazas se secaron, se empacaron en bolsas de cuero crudo y se almacenaron en fosas subterráneas de almacenamiento en forma de campana. Los pawnees siguieron la cosecha con un mes de celebraciones y a principios de diciembre salieron de nuevo de sus aldeas para una cacería de invierno, sus productos agrícolas almacenados escondidos bajo tierra. Este ciclo de vida anual era común entre los agricultores de la llanura, especialmente después de que la adquisición del caballo a finales de los siglos XVII y XVIII diera entonces la movilidad necesaria para emprender largas cacerías lejos de sus pueblos permanentes.

## Comercio
El comercio entre los indios agricultores y los cazadores nómadas era importante en las Grandes Llanuras. Las aldeas Mandan e Hidatsa en el río Misuri en las Dakotas llevaron a cabo un gran comercio con los indios cazadores no agrícolas. En el otoño de 1737, el explorador francés La Vérendrye encontró un grupo de asinibos que planeaban emprender su viaje anual de dos meses de duración y mil millas de ida y vuelta al sur, a las aldeas de Mandan, para cambiar la carne de bisonte por productos agrícolas. La expedición comercial se realizó a pie con perros como animales de tiro, ya que ni los asinibos ni los mandanes poseían todavía caballos. Hay abundantes pruebas de un comercio similar a larga distancia entre los agricultores y cazadores de otras tribus de las Llanuras.

## Galería

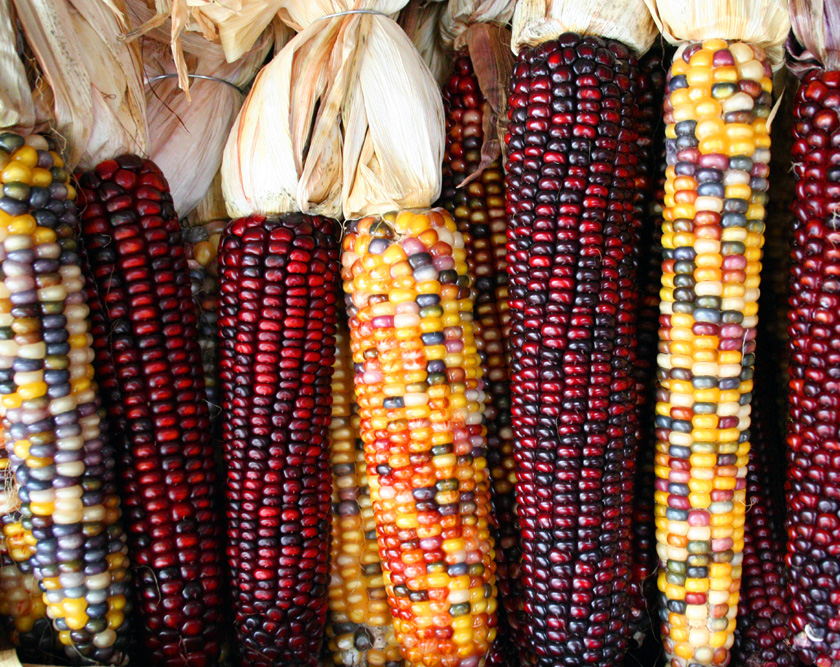
Maíz
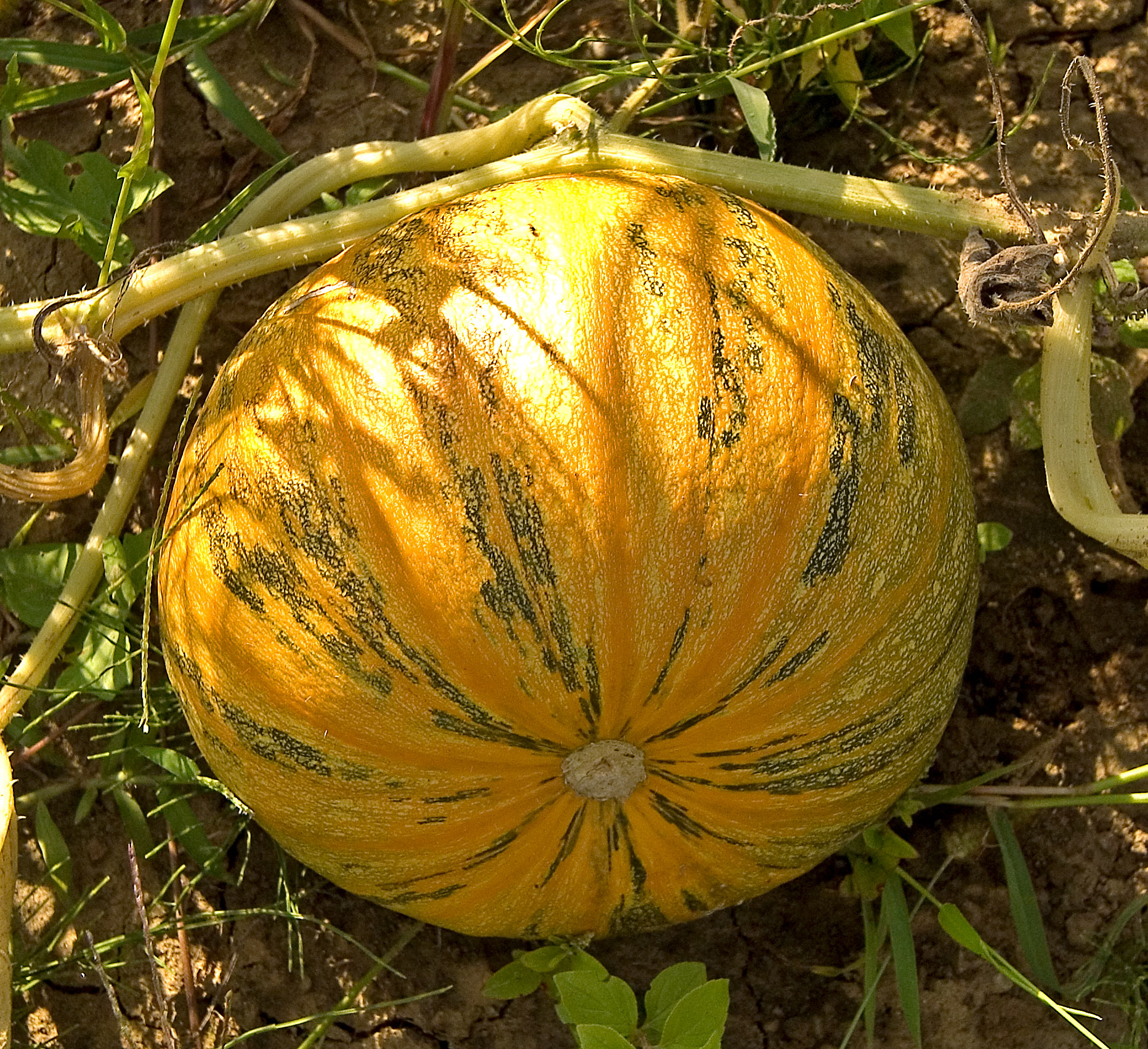
Calabaza